# Ibiza (ciudad)
Ibiza (oficialmente en catalán: Eivissa) es una ciudad y municipio español de la comunidad autónoma de Islas Baleares. Es la capital de la isla homónima y se encuentra ubicada en la zona este de la misma.
Su actividad económica se inscribe eminentemente dentro del sector servicios, con la industria turística y el pequeño comercio, como ejes fundamentales. Dado su carácter de ciudad principal, Ibiza asume las funciones propias de una capital, ofreciendo muchos de sus servicios al resto de municipios de la isla. Acoge la sede del Consejo Insular de Ibiza (órgano de gobierno insular similar a los cabildos canarios).
El puerto de Ibiza, ubicado en una bahía natural, es el principal acceso por mar a la ciudad y a su vez es el acceso principal, junto al aeropuerto, para toda la isla.

## Geografía

### Clima
La ciudad de Ibiza goza de un clima mediterráneo marítimo con veranos largos, calurosos e inviernos suaves y húmedos. Las precipitaciones son moderadamente bajas: ligeramente por encima de los 400 mm anuales. De acuerdo con la clasificación climática de Köppen, Ibiza goza de un clima de transición entre el clima semiárido cálido (BSh) y el clima semiárido frío (BSk). A continuación se muestra una tabla con los valores climatológicos en el periodo de referencia 1991-2020 del observatorio de la AEMET situado en el Aeropuerto de Ibiza Es Codolar a 6 kilómetros de distancia de la ciudad hacia el suroeste y a 6 m sobre el nivel del mar.
| Parámetros climáticos promedio de observatorio del Aeropuerto de Ibiza (6 m s. n. m.) (municipio de San José) (Periodo de referencia: 1991-2020, extremas: 1953-presente) | Parámetros climáticos promedio de observatorio del Aeropuerto de Ibiza (6 m s. n. m.) (municipio de San José) (Periodo de referencia: 1991-2020, extremas: 1953-presente) | Parámetros climáticos promedio de observatorio del Aeropuerto de Ibiza (6 m s. n. m.) (municipio de San José) (Periodo de referencia: 1991-2020, extremas: 1953-presente) | Parámetros climáticos promedio de observatorio del Aeropuerto de Ibiza (6 m s. n. m.) (municipio de San José) (Periodo de referencia: 1991-2020, extremas: 1953-presente) | Parámetros climáticos promedio de observatorio del Aeropuerto de Ibiza (6 m s. n. m.) (municipio de San José) (Periodo de referencia: 1991-2020, extremas: 1953-presente) | Parámetros climáticos promedio de observatorio del Aeropuerto de Ibiza (6 m s. n. m.) (municipio de San José) (Periodo de referencia: 1991-2020, extremas: 1953-presente) | Parámetros climáticos promedio de observatorio del Aeropuerto de Ibiza (6 m s. n. m.) (municipio de San José) (Periodo de referencia: 1991-2020, extremas: 1953-presente) | Parámetros climáticos promedio de observatorio del Aeropuerto de Ibiza (6 m s. n. m.) (municipio de San José) (Periodo de referencia: 1991-2020, extremas: 1953-presente) | Parámetros climáticos promedio de observatorio del Aeropuerto de Ibiza (6 m s. n. m.) (municipio de San José) (Periodo de referencia: 1991-2020, extremas: 1953-presente) | Parámetros climáticos promedio de observatorio del Aeropuerto de Ibiza (6 m s. n. m.) (municipio de San José) (Periodo de referencia: 1991-2020, extremas: 1953-presente) | Parámetros climáticos promedio de observatorio del Aeropuerto de Ibiza (6 m s. n. m.) (municipio de San José) (Periodo de referencia: 1991-2020, extremas: 1953-presente) | Parámetros climáticos promedio de observatorio del Aeropuerto de Ibiza (6 m s. n. m.) (municipio de San José) (Periodo de referencia: 1991-2020, extremas: 1953-presente) | Parámetros climáticos promedio de observatorio del Aeropuerto de Ibiza (6 m s. n. m.) (municipio de San José) (Periodo de referencia: 1991-2020, extremas: 1953-presente) | Parámetros climáticos promedio de observatorio del Aeropuerto de Ibiza (6 m s. n. m.) (municipio de San José) (Periodo de referencia: 1991-2020, extremas: 1953-presente) |
| Mes | Ene. | Feb. | Mar. | Abr. | May. | Jun. | Jul. | Ago. | Sep. | Oct. | Nov. | Dic. | Anual |
| --- | --- | --- | --- | --- | --- | --- | --- | --- | --- | --- | --- | --- | --- |
| Temp. máx. abs. (°C) | 24.7 | 23.5 | 27.1 | 27.8 | 31.0 | 36.5 | 36.6 | 41.0 | 38.4 | 32.0 | 28.4 | 23.8 | 41.0 |
| Temp. máx. media (°C) | 15.8 | 16.0 | 17.8 | 20.0 | 23.1 | 27.1 | 29.8 | 30.4 | 27.7 | 24.0 | 19.5 | 16.8 | 22.3 |
| Temp. media (°C) | 11.9 | 12.0 | 13.7 | 15.8 | 18.9 | 22.8 | 25.7 | 26.4 | 23.7 | 20.2 | 15.7 | 12.9 | 18.3 |
| Temp. mín. media (°C) | 7.9 | 7.9 | 9.5 | 11.6 | 14.5 | 18.5 | 21.5 | 22.4 | 19.7 | 16.3 | 11.9 | 9.0 | 14.2 |
| Temp. mín. abs. (°C) | -1.2 | -3.0 | 0.8 | 3.4 | 6.8 | 10.0 | 14.0 | 11.0 | 11.4 | 6.3 | 1.0 | -0.4 | -3.0 |
| Precipitación total (mm) | 40 | 30 | 22 | 27 | 22 | 8 | 3 | 18 | 63 | 57 | 60 | 52 | 402 |
| Días de precipitaciones (≥ 1 mm) | 5.0 | 4.4 | 3.5 | 4.0 | 2.6 | 1.2 | 0.3 | 1.7 | 4.4 | 5.8 | 5.9 | 5.5 | 44.3 |
| Días de nevadas (≥ 0.01 mm) | 0.1 | 0.1 | 0.0 | 0.0 | 0.0 | 0.0 | 0.0 | 0.0 | 0.0 | 0.0 | 0.0 | 0.0 | 0.1 |
| Horas de sol | 164 | 172 | 217 | 243 | 282 | 315 | 338 | 307 | 237 | 205 | 165 | 155 | 2776 |
| Humedad relativa (%) | 75 | 73 | 72 | 70 | 68 | 66 | 67 | 69 | 70 | 74 | 73 | 76 | 71 |
| Fuente: Agencia Estatal de Meteorología | | | | | | | | | | | | | |

La insolación anual alcanza las 2744 horas de sol.
La humedad media es alta por encima del 71 % y la precipitación media anual es moderada de unos 413 mm anuales de media. La oscilación térmica es baja durante todo el año debido a la influencia de las masas de agua que suavizan el clima. La situación de la ciudad en la costa sureste de la isla hace que no se registren temperaturas destacables en cuanto valores absolutos por lo que se limitan a ser suaves. Las estaciones de transición (primavera y otoño) son largas mientras que el verano, la época del año más calurosa y más larga a causa de la cercanía del continente africano. Los meses más calurosos son julio y agosto, con una media en torno a 26 °C mientras que el invierno es corto y suave con una media en torno a 12 °C.

## Historia

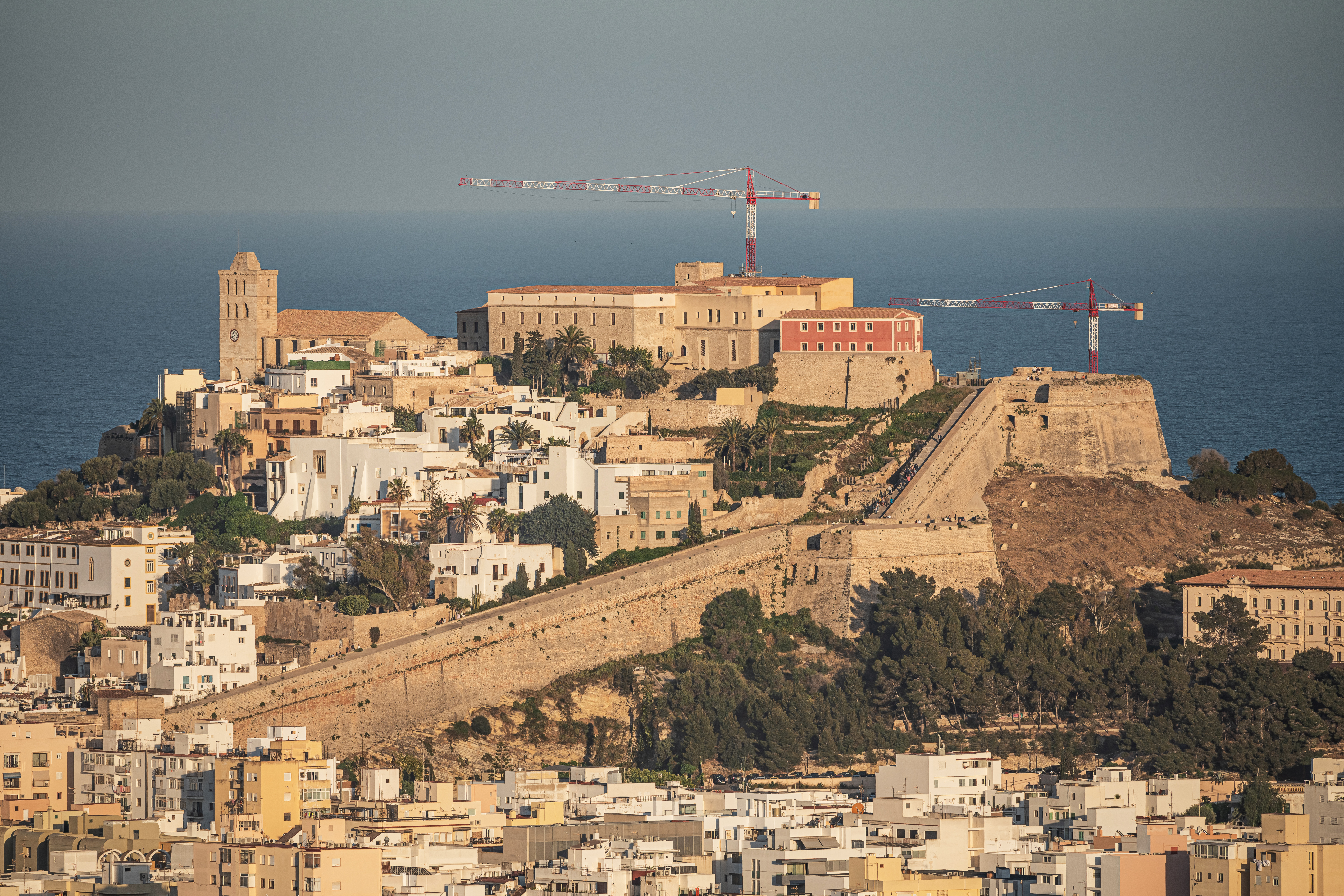
Dalt Vila

Iboshim, la ciudad de Bes, fue fundada por los fenicios en el año 654 a. C. (según los textos clásicos, año que arqueológicamente cuadra). El núcleo urbano se componía de una acrópolis y una zona portuaria en la orilla de la bahía. También contaba con templos y zonas artesanales con importantes alfarerías. Además cuenta con una de las más grandes necrópolis de época púnica con cerca de 3000 hipogeos excavados en la roca en una loma cercana a la ciudad llamada Puig des Molins. Se calcula que en el siglo V a. C. la ciudad tenía entre 4000 y 5000 habitantes. Posteriormente fue aliada de los cartagineses, convirtiéndose en un centro comercial de gran vitalidad que exportaba productos manufacturados a diferentes lugares del Mediterráneo.

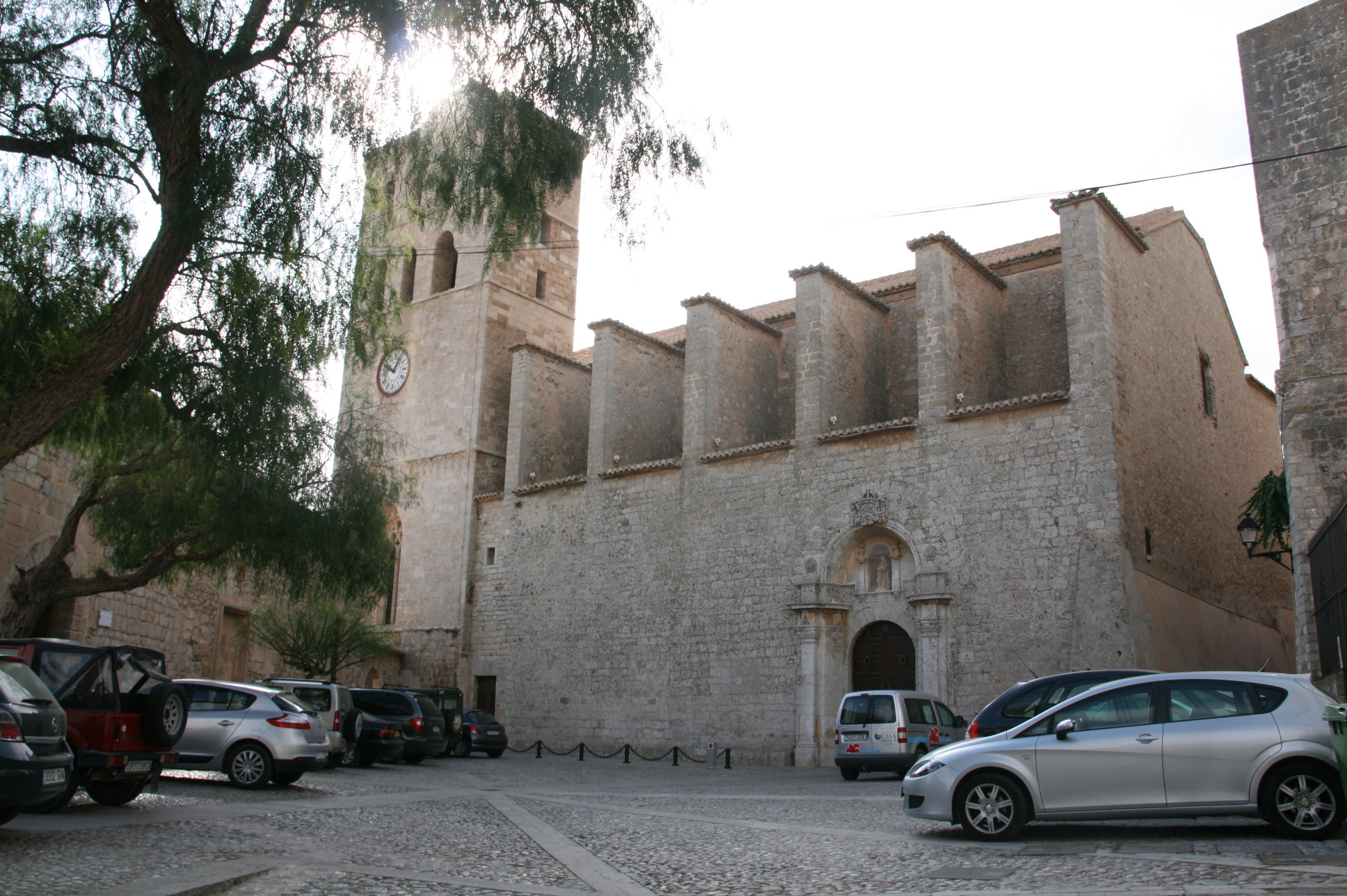
Catedral de Ibiza

A finales del siglo III a. C., la isla fue atacada por los romanos después de la batalla naval en la desembocadura del Ebro, según las fuentes escritas. Tras tres días de ataques y temiendo la llegada de la flota cartaginesa los romanos se retiraron dejando la isla asolada por sus saqueos. Tito Livio. Libro XII, 20, 7-10.
Después de la destrucción de Cartago en el año 146 a. C., la ciudad mantuvo su autonomía política y comercial y continuó, incluso con mayor intensidad, la actividad comercial e industrial como ciudad federada de Roma, federación de la que no se conoce el año de inicio. Esta etapa finalizó cuando Vespasiano la convirtió en municipio romano en el año 70, con el nombre de Municipius Flavius Ebusitanum y conocida normalmente como Ebusus.
Comenzó entonces un periodo de decadencia que duró casi toda la fase imperial romana hasta la llegada de los vándalos en el año 424, y su posterior ocupación por los bizantinos y árabes.
La ciudad fue conquistada el 8 de agosto de 1235 por tropas del arzobispo de Tarragona Guillermo de Montgrí, el infante Pedro de Portugal y el Conde de Rosellón Nuño Sánchez bajo el encargo de Jaime I el Conquistador, rey de Aragón.

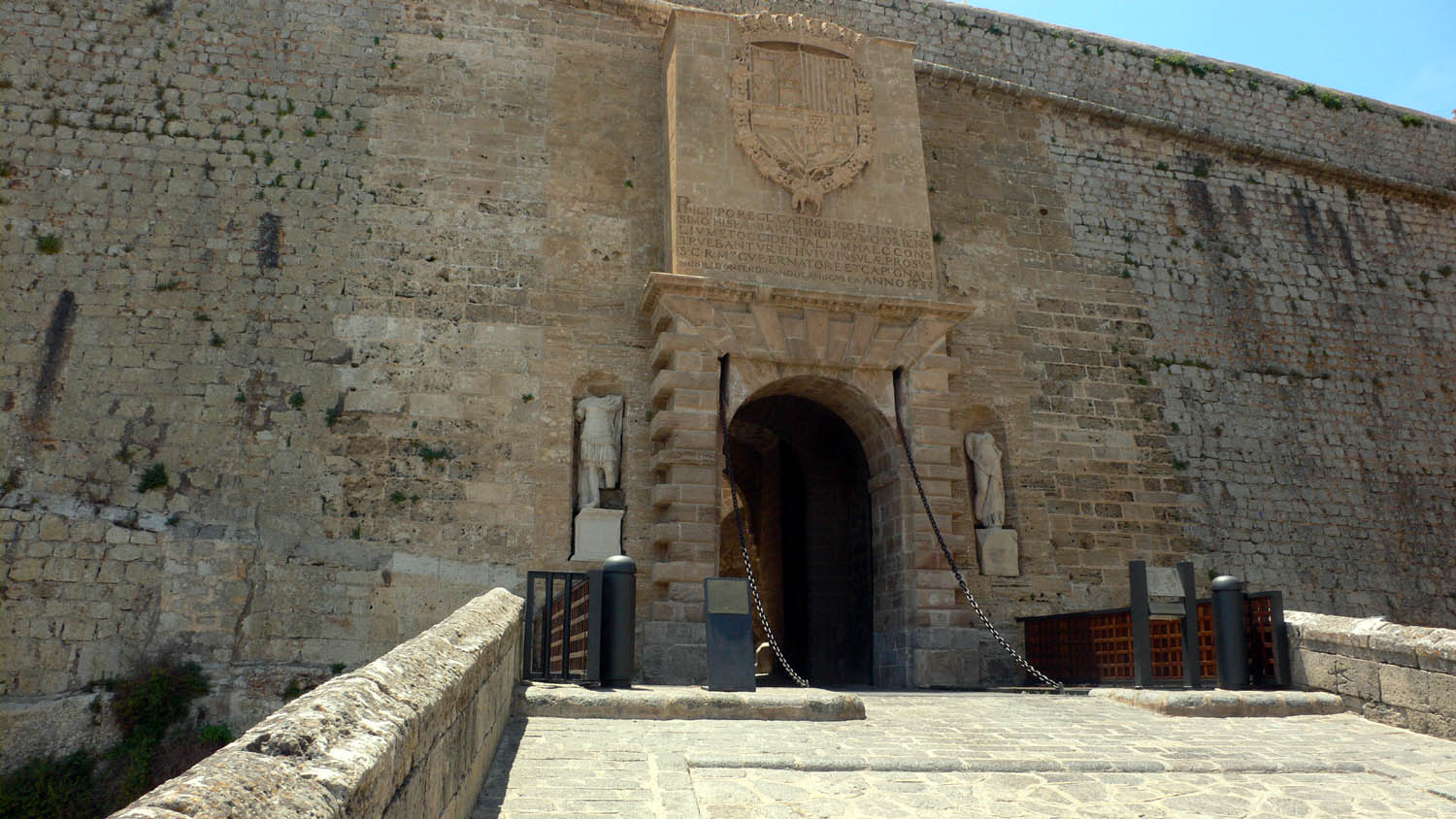
Puerta renacentista de entrada a la ciudad

La parte antigua de la ciudad es conocida como Dalt Vila (ciudad alta). El área medieval de Dalt Vila fue fortificada por Felipe II para proteger la ciudad de ataques de otomanos y piratas berberiscos, ya que el triple recinto defensivo, de origen árabe, no era suficiente. Las obras fueron encargadas al ingeniero italiano Giovanni Battista Calvi.
Dicho recinto fortificado, acabado a finales del siglo XVI, es uno de los recintos abaluartados mejor conservados, junto con el de Cartagena de Indias y forma parte del Patrimonio de la Humanidad desde 1999.
Tiene dos lenguas oficiales, el catalán y el castellano. Debido al turismo, mucha gente habla otros idiomas. Existen muchas afinidades con la cultura, costumbres y gastronomía fenicio-arábigas (folklore, gastronomía, costumbres sociales) debido a su historia.[cita requerida]
Ibiza se hizo mundialmente conocida en los años sesenta, gracias al movimiento hippie.
Hoy en día quedan todavía algunas colonias hippies en la isla, pero también están allí instaladas colonias del movimiento clubber.
Aunque se le sigue visitando por sus playas, su ambiente nocturno, sus discotecas de moda, sus tiendas y sus terrazas de moda.

## Demografía
El municipio tiene una superficie de 11,14 km2, y cuenta con una población de 53 717 habitantes (INE 2024).
| Gráfica de evolución demográfica de Ibiza entre 1842 y 2021 |
| |
| Población de derecho según los censos de población del INE Población de hecho según los censos de población del INEEn 1877 crece el término del municipio porque incorpora a Formentera En 1897 disminuye el término del municipio porque independiza a Formentera |

## Administración y política
| Periodo     | Nombre                     | Partido | Partido                                            |
| ----------- | -------------------------- | ------- | -------------------------------------------------- |
| 1979–1983   | Joan Prats Bonet           |         | Unión de Centro Democrático (UCD)                  |
| 1983-1987   | Adolfo Villalonga Fajarnés |         | Alianza Popular (AP)                               |
| 1987–1989   | Enrique Mayans Tur         |         | Partido Socialista del Interior (PSI)              |
| 1989-1999   | Enrique Fajarnés           |         | Partido Popular (PP)                               |
| 1999–2007   | Xico Tarrés                |         | Partit Socialista de les Illes Balears (PSIB-PSOE) |
| 2007–2011   | Lurdes Costa               |         | Partit Socialista de les Illes Balears (PSIB-PSOE) |
| 2011–2013   | Marienna Sánchez-Jáuregui  |         | Partido Popular (PP)                               |
| 2013–2014   | Pilar Marí                 |         | Partido Popular (PP)                               |
| 2014–2015   | Virginia Marí Rennesson    |         | Partido Popular (PP)                               |
| 2015–2023   | Rafa Ruiz                  |         | Partit Socialista de les Illes Balears (PSIB-PSOE) |
| 2023–Actual | Rafa Triguero              |         | Partido Popular (PP)                               |

| Partido político                                   | 2023  | 2023  | 2023       | 2019  | 2019  | 2019       | 2015  | 2015  | 2015       | 2011  | 2011  | 2011       | 2007  | 2007  | 2007       |
| Partido político                                   | %     | Votos | Concejales | %     | Votos | Concejales | %     | Votos | Concejales | %     | Votos | Concejales | %     | Votos | Concejales |
| Partido Popular (PP)                               | 47,55 | 7448  | 15         | 29,25 | 4513  | 8          | 31,26 | 4690  | 8          | 45,11 | 6759  | 11         | 41,32 | 6376  | 9          |
| Partit Socialista de les Illes Balears (PSIB-PSOE) | 34,76 | 3879  | 7          | 32,66 | 5039  | 9          | 28,83 | 4325  | 8          | 31,68 | 4896  | 8          | 52,49 | 8100  | 12         |
| Vox                                                | 8,77  | 1375  | 2          | 4,51  | 696   | 0          | —     | —     | —          | —     | —     | —          | —     | —     | —          |
| Podem-Guanyem-Eivissa pel Canvi (ExC)              | 5,47  | 858   | 1          | 10,31 | 1591  | 2          | 16,38 | 2458  | 4          | 7,88  | 1180  | 1          | —     | —     | —          |
| Ciudadanos (CS)                                    | 1,62  | 255   | 0          | 9,47  | 1461  | 2          | —     | —     | —          | —     | —     | —          | —     | —     | —          |
| Movimiento Ciudadano EPIC (MC EPIC)                | —     | —     | —          | 4,73  | 731   | 0          | 6,68  | 1002  | 1          | —     | —     | —          | —     | —     | —          |
| Nova Alternativa (NOV-A)                           | —     | —     | —          | —     | —     | —          | —     | —     | —          | 5,07  | 759   | 1          | —     | —     | —          |

## Monumentos y lugares de interés
Destacan la catedral (del siglo XIV) y las murallas renacentistas del siglo XVI, ambas incluidas en el conjunto histórico y artístico de Dalt Vila declaradas en 1999 Patrimonio de la Humanidad por la Unesco. También destacan el Palacio Episcopal, el ayuntamiento (antiguo convento Dominico), la más importante necrópolis púnica del Mediterráneo y su puerto, activo desde la época fenicia.

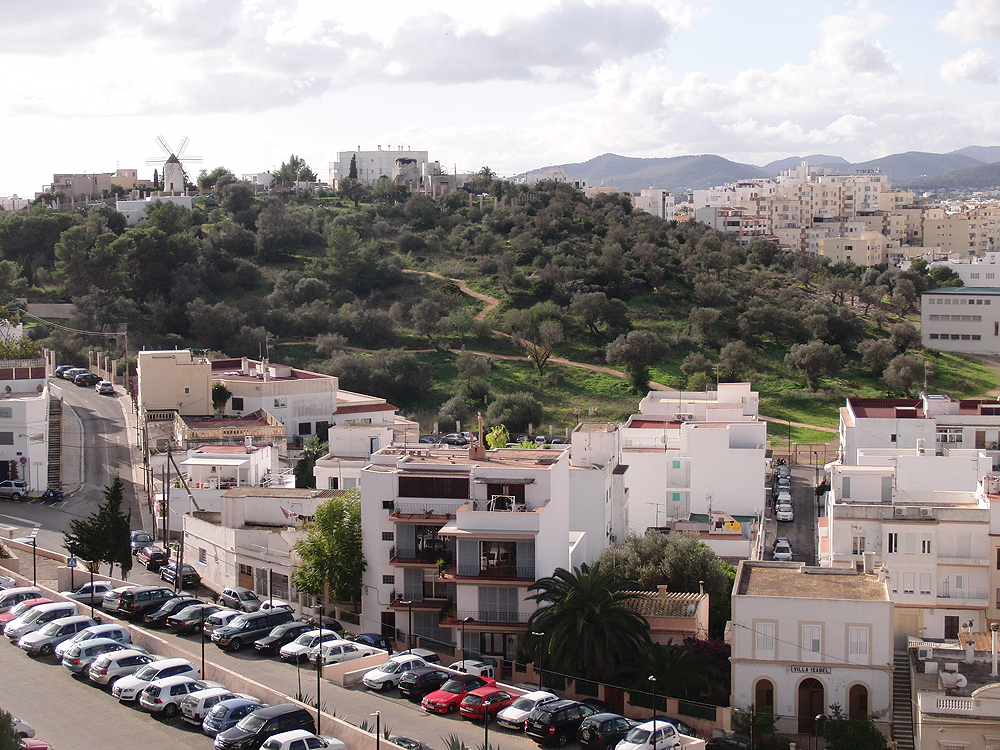
Necrópolis en el Puig des Molins

El Archivo Histórico de Ibiza se encuentra en el edificio Can Botino, que pertenece al ayuntamiento de la ciudad de Ibiza y está situado en Dalt Vila.

### Museos
Exponente del histórico pasado de la isla son los museos con los que cuenta la ciudad de Ibiza.
- Museo arqueológico de Ibiza. Contiene restos de la historia de la isla de Ibiza desde sus tiempos prehistóricos hasta el periodo musulmán.
- Museo monográfico y necrópolis púnica de Puig des molins. Situado sobre la necrópolis fenicia y púnica de la ciudad y en el que se muestran los restos encontrados en las excavaciones.[23]
- Centro de interpretación Madina Yabisa.[24]

También cuenta con museos de arte:
- Museo de arte contemporáneo de Eivissa (ronda Narcis Puget 1).[25]
- Museo Puget (Carrer major, 16)[26]
- Casa Broner. Construida por el arquitecto y pintor Erwin Broner en 1960 en el barrio de Sa penya.[27]
- Museo diocesano. En la Catedral de Ibiza, contiene piezas relacionados con la historia de la Iglesia en Ibiza.[28]

## Cultura

### Festividades
- El segundo domingo de mayo es habitual que en la ciudad de Ibiza se celebre un festival medieval para conmemorar la proclamación de parte de la ciudad, y otros bienes, como Patrimonio de la Humanidad.
- El día 5 de agosto se celebra la festividad de Santa María, Nuestra Señora de las Nieves, patrona de Ibiza.
- El día 8 de agosto se celebra la festividad del municipio en honor a San Ciriaco, también se le conoce como el día de la conquista.

## Personas notables

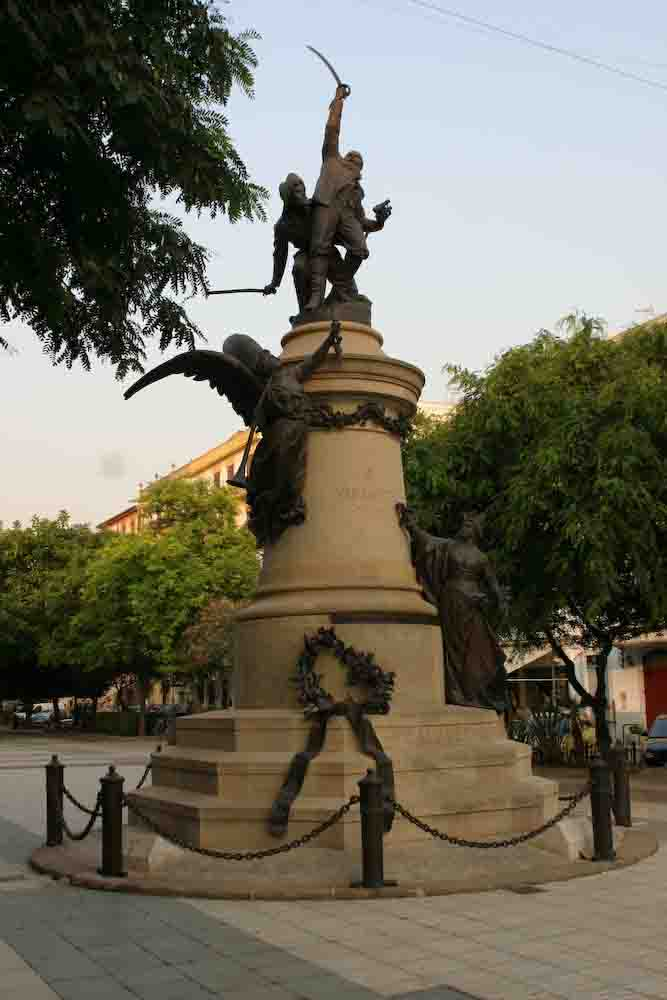
Monumento a Vara de Rey

### Ciudades hermanadas
- Cancún, México
- Dubrovnik, Croacia[29]
- San Francisco de Campeche, México[30]